# Aleksandra Wachowicz
Aleksandra Wachowicz (ur. 17 czerwca 1992) – polska siatkarka plażowa, reprezentantka Polski i medalistka mistrzostw Polski.

## Kariera sportowa
Karierę sportową rozpoczynała w klubie LTS Legionovia Legionowo. Uczęszczała do Szkoły Mistrzostwa Sportowego PZPS, a następnie studiowała w Stanach Zjednoczonych, jednocześnie rywalizując w lidze akademickiej. W latach 2018–2019 rywalizowała w mistrzostwach Polski w siatkówce plażowej. W 2018 w Krakowie w parze z Kingą Legietą oraz w 2019 w Toruniu z Jagodą Gruszczyńską wywalczyła srebrne medale.
W sezonie 2018 podczas turnieju z cyklu Plaża Open w Białymstoku zdobyła Puchar Polski w siatkówce plażowej.